# Le Testament d'un blagueur
Le Testament d'un blagueur est un roman-feuilleton écrit par Jules Vallès et paru dans le journal satirique La Parodie dès le 30 octobre 1869. 
La publication est brusquement interrompue en décembre 1869 du fait des pressions exercées par la censure de l'époque, puis reprendra brièvement avec quelques variations en avril 1870 dans le journal La Rue.
Afin de ne pas se découvrir, l'écrivain journaliste se suppose l'héritier d'un homme, Ernest Pitou (nom inspiré par deux œuvres d'Alexandre Dumas : Ange Pitou et La Comtesse de Charny) qui s'est suicidé, et prend la liberté de publier ses mémoires. Le narrateur retrace son parcours depuis l'enfance, en province, jusqu'à l'âge d'adolescent, à Paris.
Vallès précisera plus tard dans un article que tous ses choix n'ont pas fait l'unanimité au sein de la rédaction du journal :
« Gill, le patron, n'avait pas compris le sens de l'œuvre. Il me pressait d'en finir avec les histoires d'enfant, pour arriver vite aux souvenirs de faubourg ou de boulevard […] ».

## Résumé
Le testament d'Ernest Pitou prend la forme d'un carnet autobiographique dans lequel sont retranscrits des épisodes de la vie du personnage. Depuis la province, en tant qu'enfant et collégien, et jusqu'à Paris comme lycéen lors de la révolution de Février, Ernest Pitou évoque les humiliations et les douleurs dont il a pu faire l'expérience au sein de sa famille et des établissements qu'il a fréquentés. Les rares moments de joie qu'il connaît ont lieu à la campagne ou dans les rues parisiennes, et se caractérisent par le sentiment de liberté qu'ils procurent. Le pathos est tenu à distance grâce à la dimension comique du récit.

## Dimension autobiographique duTestament d'un blagueur
Vallès confirme le caractère autobiographique de son récit en 1882, dans un article intitulé « Mon gosse » et publié dans Le Réveil du 26 novembre.
Les premières lignes du feuilleton de 1869 rendent explicite ce qui sera à la base de l'esthétique vallésienne : l'humour et l'ironie :
« Un matin, on vint me dire dans un café : « Vous savez, le blagueur s'est tué ». C'était un blagueur de la grande espèce, de ceux que le succès n'éblouit point et que le péril n'effraie pas. On l'appelait « blagueur » parce qu'il riait de tout et ne ménageait rien. Comme on avait peur de lui, on avait essayé d'appliquer à son ironie un mot qui en diminuât la hauteur et pût en voiler la portée ».

## Une ébauche deL'Enfant: l'innovation stylistique
Le texte du Testament d'un blagueur, de par son caractère morcelé, s'avère être la préfiguration du premier roman de la trilogie reprenant la même histoire : L'Enfant.
C'est à partir de ces « morceaux » que va pouvoir se recomposer, à travers les œuvres de la trilogie, le récit humoristique :
« L'Enfant reprendra des « bouts » du Testament pour les structurer dans une perspective différente ; pour inscrire, paradoxalement, le discontinu dans la durée. »
L'innovation qu'apporte Vallès au récit d'enfance, ou récit autobiographique, et qu'il perfectionnera lorsqu'il débutera la trilogie, tient dans l’ambiguïté qui ressort de la narration : l'auteur rend indistinguable la voix du personnage enfant de celle du narrateur adulte, ce qui permet de rendre le récit vivant et donc de produire de l'effet :
« Alors, il ne s'agira plus de se souvenir, mais de fabriquer une voix enfantine, cela en fonction des effets qu'une telle voix peut produire sur le lecteur plutôt que dans une perspective de fidélité à une énonciation enfantine, qui de toute façon, n'a jamais existé sous cette forme. »
La modernité de son écriture résulte de l'articulation de plusieurs éléments :
- l'emploi du pronom « je » par le personnage et le narrateur ;
- l'emploi du présent de narration ;
- l'emploi du style indirect libre ;
- l'emploi de traits propres à l'oralité et le mélange des niveaux de langue.

La principale différence étant la réintroduction dans L'Enfant de procédés classiques qui n'apparaissaient pas dans Le Testament, comme l'utilisation des temps historiques ou la présence affirmée d'un narrateur rétrospectif, cela conduisant à davantage de relief et de variété.